# East Missoula
East Missoula è un census-designated place (CDP) degli Stati Uniti d'America, situato nello stato del Montana, nella contea di Missoula.